# Les Mills
Pour les articles homonymes, voir Mills.
Leslie Roy « Les » Mills (1er novembre 1934 à Auckland) est un athlète néo-zélandais, qui a représenté la Nouvelle-Zélande aux Jeux olympiques et aux Jeux du Commonwealth pendant plus de vingt ans.
Il participe au lancer du poids, au lancer du disque et en haltérophilie. Aux Jeux de l'Empire Britannique et du Commonwealth de 1966, il obtient son meilleur résultat avec une médaille d'or au disque.
Après sa retraite de la compétition, il fonde avec son fils l'entreprise Les Mills, spécialisée dans les cours collectifs de fitness.
Il est maire d'Auckland entre 1990 et 1998.

## Palmarès

### Jeux de l'Empire britannique et du Commonwealth
- Jeux de l'Empire britannique et du Commonwealth de 1958 à Cardiff ( Pays de Galles)
  -  Médaille d'argent au lancer du disque
  - 7e au lancer du poids
- Jeux de l'Empire britannique et du Commonwealth de 1962 à Perth ( Australie)
  - 5e au lancer du disque
  - 6e au lancer du poids
- Jeux de l'Empire britannique et du Commonwealth de 1966 à Kingston ( Jamaïque)
  -  Médaille d'or au lancer du disque
  -  Médaille d'argent au lancer du poids